# Station Schalkwijk
Station Schalkwijk is een voormalig station te Schalkwijk aan de Staatslijn H. Het station werd geopend op 1 november 1868. Het station was voorzien van een zware fundering. Tijdens de bouw in 1867 bleek het aangebrachte zandlichaam te verzakken. Hierdoor kon geen gebruik worden gemaakt van een zandfundering zoals bij station Houten. Uit tekeningen in het Utrechts Archief blijkt dat in de grond bogen van 3 meter hoog zijn gemetseld. Deze bogen stonden weer op houten palen. Het station werd daardoor met enige vertraging in de planning opgeleverd, maar wel tijdig voor het in dienst stellen van de spoorlijn.
Het station was aan de westkant wit bepleisterd. Deze bepleistering was aangebracht aan de regenkant en moest bescherming tegen het regenwater aanbrengen. De oostkant was metselwerk.
Tot 15 mei 1935 was er sprake van persoonsvervoer. Daarna werd het station gebruikt voor de aanvoer van steenkool. Het gebouw werd daarna omgebouwd tot een woning. Tijdens de Tweede Wereldoorlog kon door passagiers gebruik worden gemaakt van het station. Het stationsgebouw, groot type SS vijfde klasse, werd in 1964 gesloopt. De halte Schalkwijk werd in 1970 afgebroken.

## Ongelukken
Op 25 mei 1871 vond er een treinramp plaats op het station. De sneltrein uit Utrecht reed vanwege een verkeerde wisselstand op een verkeerd spoor en ramde een veelading en een loods. Een persoon kwam om het leven. De twee personeelsleden van het station werden gearresteerd.
Op 5 november 1946 reed een trein ter hoogte van station Schalkwijk op een goederentrein. Er vielen geen gewonden.
Abcoude · 
Amersfoort:
-Centraal · 
-Schothorst · 
-Vathorst · 
Baarn · 
Bilthoven · 
Breukelen · 
Bunnik · 
Den Dolder · 
Driebergen-Zeist · 
Hoevelaken · 
Hollandsche Rading ·
Houten · 
-Castellum · 
Leerdam · 
Maarn · 
Maarssen · 
Rhenen · 
Soest · 
-Zuid · Soestdijk · 
Utrecht:
-Centraal · 
-Leidsche Rijn · 
-Lunetten · 
-Maliebaan · 
-Overvecht · 
-Terwijde · 
-Vaartsche Rijn · 
-Zuilen · 
Veenendaal: 
-Centrum · 
-West · 
Vleuten · 
Woerden
Voormalige stations: zie de lijst van voormalige spoorwegstations in Utrecht
0: Utrecht Centraal ·
1: Utrecht Staatsspoor ·
2: Utrecht Vaartsche Rijn ·
4: Utrecht Lunetten ·
8: Houten ·
10: Houten Castellum ·
12: Schalkwijk ·
18: Culemborg ·
Tricht ·
26: Geldermalsen ·
31: Waardenburg ·
35: Zaltbommel ·
41: Hedel ·
48: 's-Hertogenbosch ·
52: Vught ·
56: Esch ·
60: Boxtel